# Sphaeroderma aoshimensis
Sphaeroderma aoshimensis is een keversoort uit de familie bladkevers (Chrysomelidae). De wetenschappelijke naam van de soort werd in 1985 gepubliceerd door Takehiko Nakane.